# Ernesto Coppo
Ernesto Coppo SDB (* 6. Februar 1870 in Rosignano Monferrato, Provinz Alessandria, Italien; † 28. Dezember 1948 in Ivrea, Provinz Turin) war ein italienischer Ordensgeistlicher, Missionar und römisch-katholischer Bischof.

## Leben
Als Schüler des salesianischen Instituts von Borgo San Martino war er Kamerad von Don Rua und lernte Don Bosco noch persönlich kennen. Nach seinen philosophisch-theologischen Studien wurde er am 7. August 1892 zum Priester geweiht. Für ein Jahr lehrte er am Kleinen Seminar seiner Heimatdiözese. Dann entschloss er sich, Salesianer Don Boscos zu werden und begann am 20. September 1893 sein Noviziat in Foglizzo. Am 4. Oktober des folgenden Jahres legte er bereits die ewige Profess ab.
Am 28. November 1898 reiste er mit einer Gruppe von Salesianern nach New York, am 8. Dezember kamen sie dort an. Seine Aufgabe wurde es, sich in Little Italy der wachsenden Gemeinde der italienischen Immigranten anzunehmen. Gemeinsam mit seinen Mitbrüdern gründete er dazu die Gesellschaft Don Giovanni Bosco. 1902 wurde er Rektor der Church of Transfiguration, im Jahr darauf Präsident des St. Joseph's College in Troy.
1918 wurde die von ihm gewollte Maria-Hilf-Kirche eingeweiht.
1922 bat der Heilige Stuhl die Salesianer, die deutschen Pallottiner-Missionare in Australien zu ersetzen. Am 1. Dezember 1922 wurde daher Coppo durch Papst Benedikt XV. zum Apostolischen Vikar von Kimberley in Westaustralien und zum Titularbischof von Palaeopolis in Asia ernannt. Die Bischofsweihe empfing er am 24. Dezember 1922 durch seinen Mitbruder, Bischof Domenico Comin SDB, Apostolischer Vikar von Méndez y Gualaquiza. Mitkonsekratoren waren der heilige Aloisius Versiglia SDB, Apostolischer Vikar von Schiu Chow, und Weihbischof Giovanni Battista Pinardi aus Turin.
1925 gründete er in Brisbane die Italienisch-Australische Gesellschaft.
1928 nahm Papst Pius XI. seinen Rücktritt von diesem Amt an. Er kehrte nach Italien zurück und starb 1948 überraschend während eines Marianischen Kongresses in Ivrea.